# A Beast at Bay
A Beast at Bay er en amerikansk stumfilm fra 1912 af D. W. Griffith.

## Medvirkende
- Mary Pickford
- Edwin August
- Alfred Paget
- Mae Marsh